# منهوطاوات
المنهوطاوات (الاسم العلمي: Manihoteae)، قبيلة نباتات من فصيلة الفربيونية. تضم القبيلة جنسان فقط.